# 长乐公主 (西魏)
长乐公主（?—?），中国南北朝西魏公主，父母不详。
突厥土门求婚于柔然，阿那瓌大怒，派遣使者辱骂突厥人：“尔是我锻奴，何敢发是言也？”土门听说后杀柔然使者。遂求婚于西魏。当时主政的宇文泰同意，西魏大统十七年（551年）六月，派遣大宗伯宇文瑞将长乐公主送到突厥嫁给土门可汗。